# Leucorchestris alexandrina
Leucorchestris alexandrina är en spindelart som beskrevs av Lawrence 1966. Leucorchestris alexandrina ingår i släktet Leucorchestris och familjen jättekrabbspindlar.
Artens utbredningsområde är Angola. Inga underarter finns listade i Catalogue of Life.